# Best Chef Award
Best Chef Award is een rangschikking van de beste chef ter wereld. Daarbij wordt een top 300 opgemaakt op basis van kunde en persoonlijkheid.

## Edities
Naast de top 10 kan je hier een overzicht aantreffen van de aanwezige chefs uit ons taalgebied. 

### Editie 2017
Top 10Joan Roca  Spanje, Michel Bras  Frankrijk, David Muñoz  Spanje, Alex Atala (Brazilie), Nick Bril  Nederland, Enrico Crippa  Italië, Yannick Alléno  Frankrijk, Rasmus Kofoed  Denemarken, Massimo Bottura  Italië, Gregoire Berger  Frankrijk
Belgen ()Roger van Damme (68),
Nederlanders ()Sidney Schutte (65), Jonnie Boer (78), Syrco Bakker (96)

### Editie 2018
Top 10Joan Roca  Spanje, René Redzepi  Denemarken, David Muñoz  Spanje, Björn Frantzén  Zweden, Jonnie Boer  Nederland, Niko Romito  Italië, Alex Atala (Brazilie), Massimo Bottura  Italië, Yannick Alléno  Frankrijk, Vladimir Mukhin  Rusland
Belgen (10)Peter Goossens (20), Gert De Mangeleer (34), Benoit Dewitte (45), Sang Hoon Degeimbre (68), Emmanuel Stroobant (120), Martijn Defauw (126), Roger van Damme (170), Thierry Theys (185), Bart De Pooter (230), Damien Bouchery (296)
Nederlanders (18)Jonnie Boer (5), Nick Bril (15), Syrco Bakker (31), Joris Bijdendijk (48), Richard Ekkebus (60), Jacob Jan Boerma (82), Jannis Brevet (100),  Sidney Schutte (105), Jan Sobecki (140), Arturo Dalhuisen (153), Richard van Oostenbrugge (174), Jonathan Zandbergen (175), Soenil Bahadoer (181), Stefan van Sprang (188), Alfred van de Loop (200), Margo Reuten (207), Rogér Rassin (2011), Vito Reekers (297)